# آتی (ماین)
آتی (به فرانسوی: Athée) یک کمون در فرانسه است که در canton of Craon واقع شده‌است. آتی ۱۷٫۲۳ کیلومتر مربع مساحت دارد ۶۰ متر بالاتر از سطح دریا واقع شده‌است.